# 大友潤
大友 潤（おおとも じゅん、1996年8月8日 - ）は、北海道上川郡上川町生まれ、札幌市出身の社会人野球選手（外野手）。

## 経歴
北海道上川郡上川町で生まれ育ち、小学校に上がる頃に札幌市へ引っ越す。小学時代はサッカーや柔道をしていたが、札幌市立柏中学校の軟式野球部で本格的に野球に取り組むようになる。中学時代に札幌市大会優勝などを果たすも、大友自身は特に目立った選手ではなかった。
スポーツ推薦ではなく一般受験で札幌第一高等学校に進む。硬式野球部に所属するも3年間で一度もベンチ入りできず、挫折を経験した。
一浪後に高崎経済大学に進学。浪人中は野球を続けるつもりはなかったが、当時、関甲新学生野球連盟三部リーグ所属の同大学野球部で野球を再開。基礎体力や身体能力の高さから谷口弘典監督より早くから起用されると、個人トレーニングにも励み、急成長を見せ、2年春から外野のレギュラーに定着。3年秋、信州大学とのHARD OFF ECOスタジアム新潟での三部リーグ戦でバックスクリーンに飛び込む130m弾を放ち、そのあとの一部リーグ戦の視察目的で訪れていたNPB球団スカウトからこの本塁打を称賛されたことを聞き、社会人やプロでの野球継続を目指すようになった。4年秋は7試合22打数12安打1本塁打、打率.545を記録し、リーグ戦通算では10本塁打を放った。
プロ志望届を提出するがドラフト指名からは漏れ、企業チームのトライアウトを受けたが思うような結果は出なかったが、2020年に創部したばかりのクラブチーム・ハナマウイ野球部で監督を務める本西厚博の目に留まり、大学卒業後の2021年からは同部でプレー。中堅手として3番を打ち、創部2年目のクラブチームながら2020年の都市対抗に初出場する大番狂わせに貢献した。都市対抗では初戦の四国銀行（高知市）戦で7番・中堅手で先発出場し、1安打を放つが試合は1-0で惜しくも敗れた。2021年はチームが二次予選で敗退するも、日本製鉄かずさマジックの補強選手に選ばれ、2年連続で都市対抗に出場した。年齢面を考え、同年でのNPB入りを目指したが、同年の都市対抗前のドラフト会議では指名から漏れ、オフの期間には引退を考えていた。しかし、ハナマウイに恩があり、チームに貢献するために残留して現役を続行。2022年は外野手の複数加入によりチーム全体の底上げのため、本西から遊撃手転向を打診されたが、実際には前年までと変わらず中堅手として試合に出場している。2023年はチームの主将を務め、同年シーズンをもって退団した。

## 人物
50mは5秒9、遠投115mの身体能力を持つ。
ハナマウイ所属後は東京都内の介護事業所に勤務。デイサービスの送迎車の運転、体操指導や事務作業などにあたっている。概ね週4日がフルタイムでの勤務で、週3日を練習に充てている。
高校時代、ミスを恐れて力を発揮できず、試合に出るのに怖がってしまうほど野球を楽しめなくなっていた。そのことから卒業後は野球を続けるつもりはなく、浪人中にトレーニングすらしていなかった。高崎経済大学に合格後、借りた部屋の近くの河川敷を散歩していたところ、楽しそうに野球をする青年たちを見掛け、それが同大学の硬式野球部の練習だと知り、「楽しもう」と野球を同部で再開した。練習を強制されず、自主性を求められる環境や、プレー中のミスを怒らない谷口弘典監督の指導方針などが大友にはまり、大学では充実した時間を過ごすことができた。
幼少期は上川町で育ったが、同い年の女子スキージャンプ選手・髙梨沙羅と同郷であり、当時、髙梨とは家族ぐるみでの付き合いがあった。大学時代までは雲の上の存在と差を感じており、一ファンとして応援していたが、プロ入りを意識し始めてからはモチベーションの対象になったという。